# اگوست کلیزینگر
اُگوست کلیزینگر (فرانسوی: Auguste Clésinger‎؛ ۲۲ اکتبر ۱۸۱۴ – ۵ ژانویهٔ ۱۸۸۳) مجسمه‌ساز و نقاش اهل فرانسه بود. از آثار مشهورش می‌توان به مجسمه‌های لدا و قو و زن مارگزیده اشاره کرد.